# 唐輪

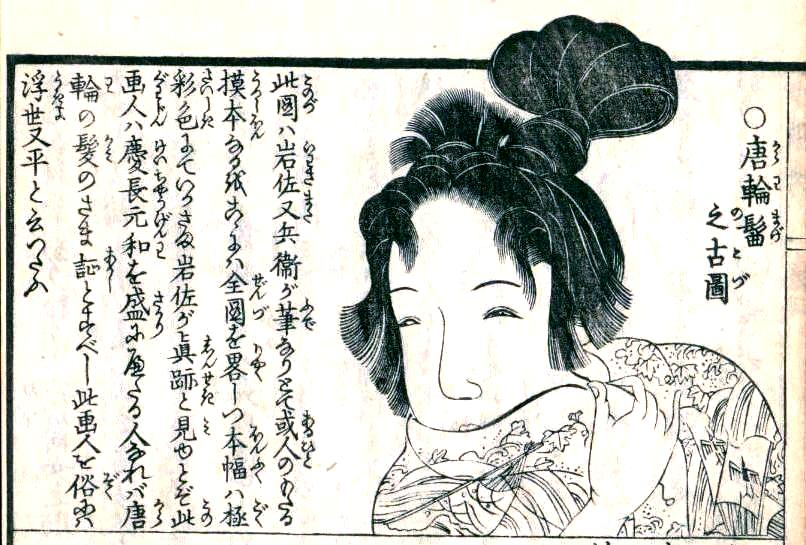
唐輪髷。『歴世女装考』より

唐輪（からわ）とは、安土桃山時代ごろ兵庫や堺などの上方の港町の遊女に好まれた女髷。
当時の先進国であった明の女性の髷に取材したもので、前髪を真ん中で分けたのち髷は髪を頭上で纏め上げて二つから四つの輪を作ってから、根元に余った髪を巻きつけて高く結い上げる。
この髪型は女歌舞伎の芸人を書いた資料にも見られ、当時の若者に好評を博していたことがわかる。